# 九里垄站
九里垄站位于江西省九江市柴桑区城门街道，建于1989年。距武昌站242公里，距庐山站5公里。现为四等站。目前车站仅办理货运业务：办理整车、零担货物发到。